# Jan Jiří Benda

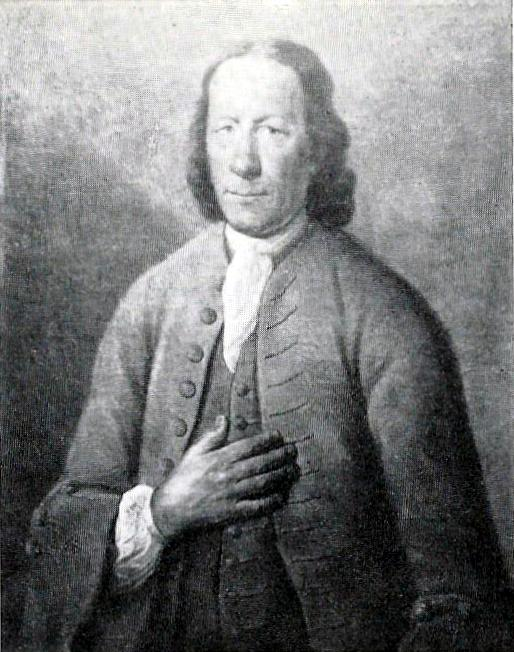
Jan Jiří Benda

Jan Jiří Benda (Mstětice, Bohemen, 25 april 1686 – Potsdam, 4 december 1757) was een Boheems componist en organist. 

## Levensloop
De familie Benda speelde een belangrijke rol in het muziekleven in Bohemen. Aan het begin van de reeks staat Jan Jiří Benda, die op 30 mei 1706 in St. Boleslav met een dochter uit een andere Boheemse muzikanten- en componisten-familie huwde, namelijk Dorotea Brixi. Vijf van haar zes levende kinderen werden muzikanten en componisten, namelijk František Benda (1709-1786), Jan Jiří Benda (1713-1752) niet verwisselen met zijn vader (!), Jiří Antonín Benda (1722-1795), Joseph Benda (1724-1804) en Anna Františka Benda (1728-1781).
Als componist schreef hij werken voor orkest, solowerken en werken voor orgel.

## Composities

### Werken voor orkest
- Concerto, voor viool en orkest
  1. Allegro
  2. Grave
  3. Allegro